# مركب شطيري

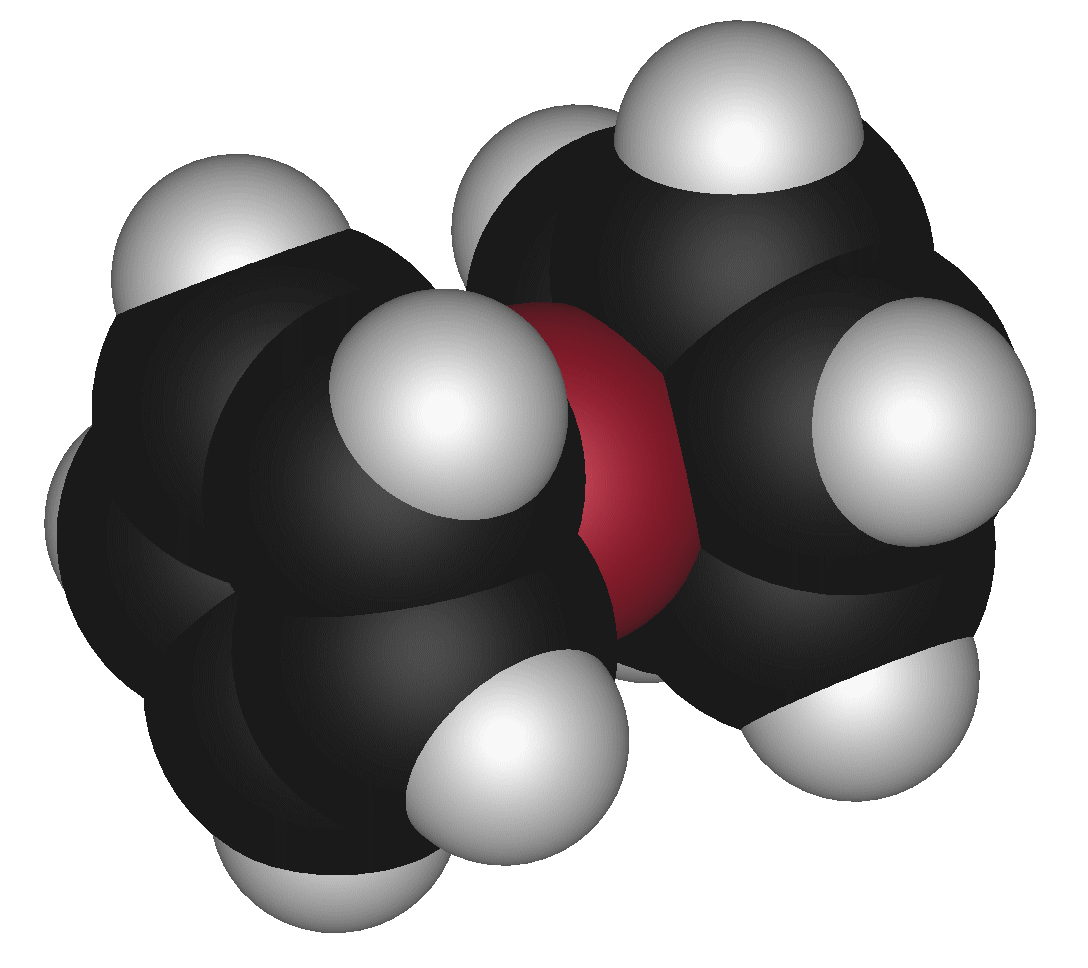
الفرّوسين أحد المركبات الشطيرية

في الكيمياء العضوية الفلزية، المركب الشطيري (Sandwich compound) هو مركب كيميائي يتكون من معدن مرتبط بروابط تساهمية بجزيئي آرين. الصيغة الجزيئية لجزيئات الآرينات عادة تكون (CnHn)، أو المشتقات البديلة للآرينات (مثل Cn(CH3)n) أو مشتقاتها الحلقية غير المتجانسة (مثل BCnHn+1). ولأن المعدن يقع عادة بين حلقتين، يوصف المعدن كأنه داخل ساندويتش.

## اقرأ أيضاً
- ميتالوسين
- مركب نصف شطيري